# Płazów (gmina)
Płazów – dawna gmina wiejska istniejąca w latach 1934–1954 w woj. lwowskim i rzeszowskim (dzisiejsze woj. podkarpackie). Siedzibą władz gminy był Płazów.

## Historia

### 1934–1939
Gmina zbiorowa Płazów została utworzona 1 sierpnia 1934 roku w powiecie lubaczowskim w woj. lwowskim z dotychczasowych jednostkowych gmin wiejskich: Freifeld, Gorajec, Huta Różaniecka, Płazów, Ruda Różaniecka i Żuków. Gminy te przekształcono 17 września 1934 w sześć gromad (sołectw) gminy Płazów.
11 marca 1939 nazwę miejscowości (lecz nie gromady) Freifeld zmieniono na Kowalówka.

### 1939–1945
Podczas wojny gmina znalazła się pod okupacją niemiecką, gdzie została włączona do powiatu zamojskiego w dystrykcie lubelskim Generalnego Gubernatorstwa. W 1943 roku ludność gminy wynosiła 6035, podzielona na gromady: Freifeld (211 mieszkańców), Gorajec (988 mieszkańców), Huta Różaniecka (1145 mieszkańców), Płazów (866 mieszkańców), Ruda Różaniecka (1374 mieszkańców) i Żuków (1230 mieszkańców); utworzono też nową gromadę Grochy (221 mieszkańców), wydzielona z gromady Płazów (zniesiono ją ponownie po wojnie). Na polecenie ks. kpt. Józefa Śliwy (twórcy podziemia w powiecie Lubaczowskim z ramienia Konsolidacji Obrońców Niepodległości), w okresie wojny urząd wójta gminy Płazy pełnił jej przedwojenny wójt, Bronisław Meder.

### 1945–1954
W marcu 1945, po wytyczeniu wschodniej granicy Polski,  gmina powróciła do reaktyowanego powiatu lubaczowskiego w szczątkowym „województwie lwowskim”. 18 sierpnia 1945 gmina Płazów wraz z powiatem lubaczowskim weszła w skład nowo utworzonego województwa rzeszowskiego.
10 lipca 1948 nazwę gromady Freifeld zmieniono na Kowalówka
15 lutego 1949 z części gromady Huta Różaniecka (przysiółki Huta Stara, Korkosze, Banachy i Rebizanty) wyodrębniono siódmą gromadę Huta-Szumy. Według stanu z dnia 1 lipca 1952 roku gmina składała się zatem z 7 gromad: Gorajec, Huta Różaniecka, Huta Szumy, Kowalówka, Płazów, Ruda Różaniecka i Żuków. 
Gmina została zniesiona 29 września 1954 roku wraz z reformą wprowadzającą gromady w miejsce gmin. Tego samego dnia gromadę Huta Szumy włączono do powiatu tomaszowskiego w województwie lubelskim.
Jednostki nie przywrócono 1 stycznia 1973 roku po reaktywowaniu gmin, a jej dawny obszar wszedł w skład gmin Cieszanów (Gorajec, Kowalówka, Żuków) i Narol (Huta Różaniecka, Ruda Różaniecka, Płazów) w powiecie lubaczowskim województwa rzeszowskiego oraz gminy Susiec (Huta Szumy) w powiecie tomaszowskim województwa lubelskiego.